# Mi-le-fo

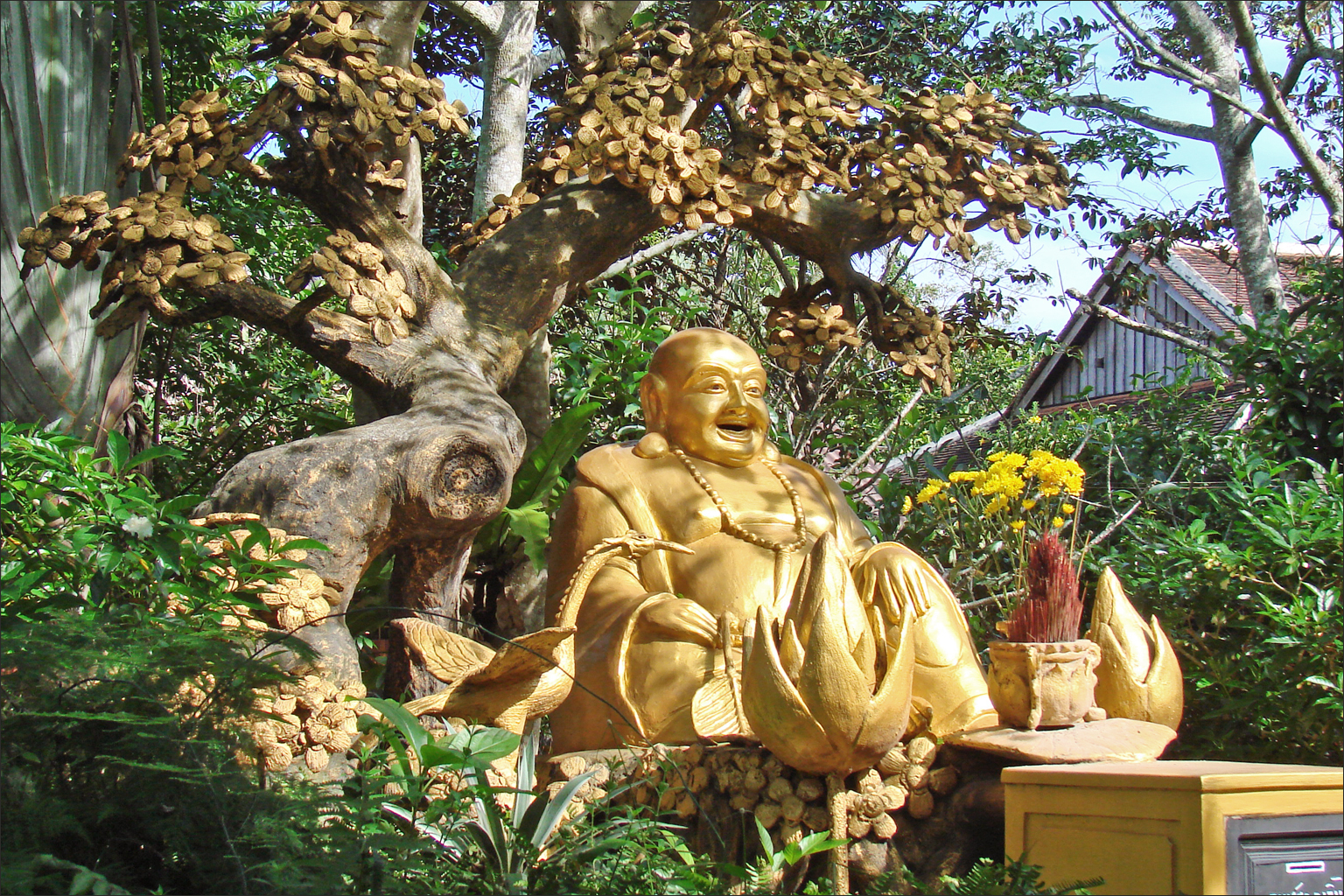
Socha Budaie (Putaje) ve Vietnamu

Mi-le-fo (Šťastný Buddha) je čínská podoba jména budoucího buddhy Maitréji. Od 11. století je v lidové tradici ztotožňován se známým čínským bohem štěstí Putajem, který je zobrazován jako tlustý buddhistický mnich, který má přes rameno přehozený velký pytel. Tato tradice vychází ze skutečnosti, že zenový mnich Putaj, který byl předobrazem onoho čínského boha štěstí, měl o sobě před smrtí údajně prohlásit, že je vtělením budoucího buddhy Maitréji.
Jako Mi-le-fo (Šťastný Buddha) byl také nazýván indický buddhistický mnich Pa-tchuo (též Fo-tchuo) působící v Číně a pro nějž byl údajně postaven v roce 495 původní chrám Šao-lin.